# Hamadryas lelaps
Hamadryas lelaps is een vlinder uit de onderfamilie Biblidinae van de familie Nymphalidae. De wetenschappelijke naam van de soort is voor het eerst geldig gepubliceerd in 1883 door Frederick DuCane Godman & Osbert Salvin.